# Virgilijus Juozas Čepaitis

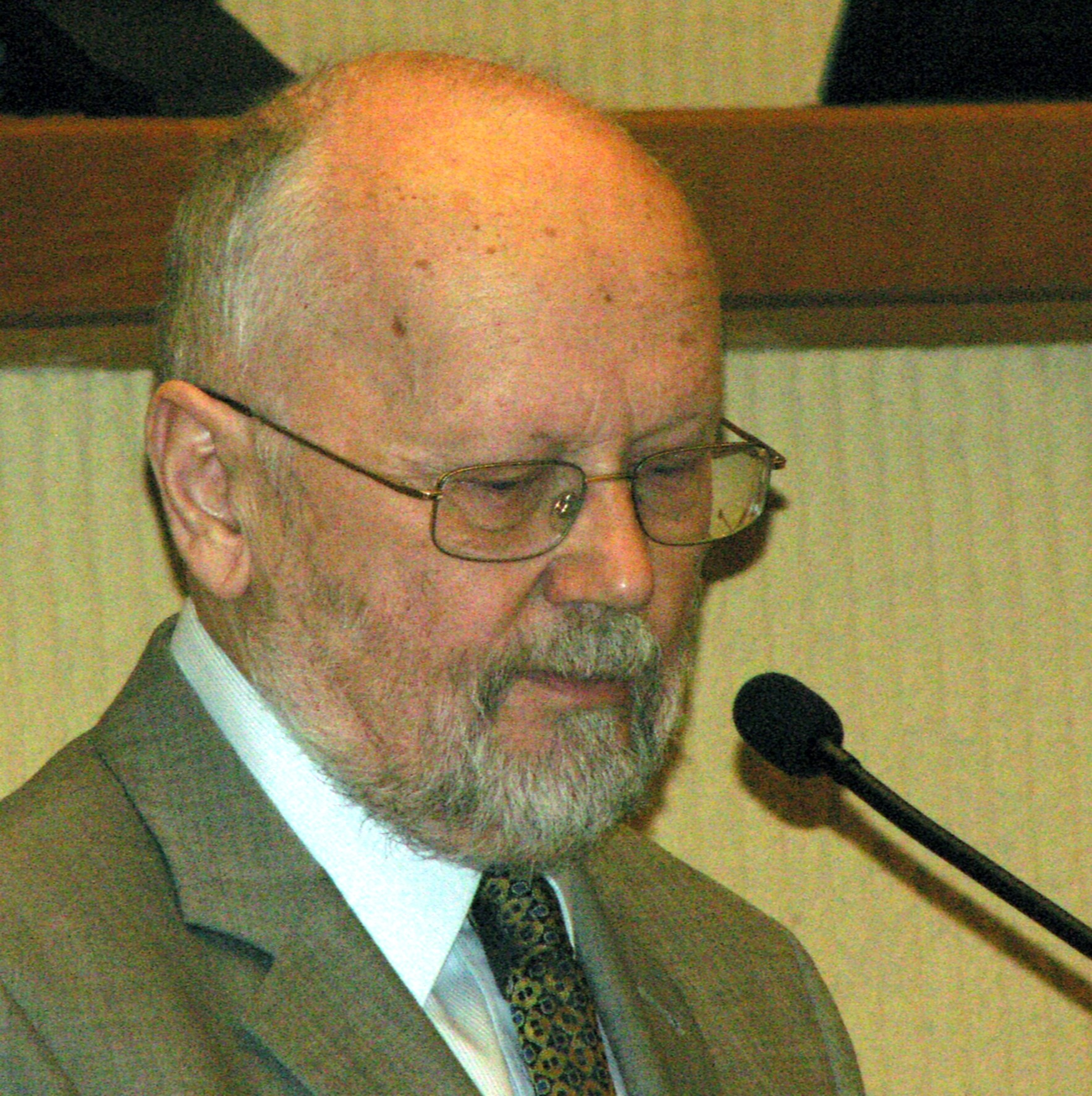
Virgilijus Juozas Čepaitis

Virgilijus Juozas Čepaitis (* 8. November 1937 in Šakiai) ist ein litauischer Literat und Politiker.

## Leben
1954 absolvierte er die Schule für Pädagogik in Kaunas und 1961 das Diplomstudium an der Fakultät für Übersetzung am Maxim-Gorki-Literaturinstitut in Moskau. Ab 1958 war er Mitarbeiter von vielen Verlagen. Er übersetzte die Bücher aus dem Russischen und Englischen zum Litauischen sowie vom Russischen zum Polnischen. Von 1955 bis 1956 arbeitete er bei der Redaktion der Tageszeitung Komjaunimo tiesa. Von 1988 bis 1990 war er Mitglied von Sąjūdis und von 1990 bis 1992 Mitglied im Seimas.